# امبر لیو (خواننده)
امبر جوزفین لیو (به انگلیسی: Amber Josephine Liu) (زادهٔ ۱۸ سپتامبر ۱۹۹۲) که با نام هنری امبر شناخته می‌شود، یک رپر و خوانندهٔ آمریکایی-تایوانی و عضو گروه موسیقی اف(ایکس) است که در کره جنوبی به فعالیت می‌پردازد.
او در فوریهٔ ۲۰۱۵، با انتشار آلبوم چندآهنگه «زیبا»، فعالیت تکی خود را آغاز کرد.

## ترانه‌شناسی

### آلبوم‌های چندآهنگه
| عنوان | جزئیات آلبوم                                                                      | بالاترین موقعیت در جدول | بالاترین موقعیت در جدول | بالاترین موقعیت در جدول | فروش          |
| عنوان | جزئیات آلبوم                                                                      | گائون                   | بیلبورد                 | جدول بیلبورد            | فروش          |
| ----- | --------------------------------------------------------------------------------- | ----------------------- | ----------------------- | ----------------------- | ------------- |
| زیبا  | - انتشار: ۱۶ فوریهٔ ۲۰۱۵ - ناشر: اس. ام. اینترتینمنت - فرمت: سی دی، دانلود دیجیتال | ۲                       | ۱۹                      | ۲                       | - کره: ۱۵٬۶۲۰ |